# بيت نوفل (أرحب)

تعديل مصدري - تعديل

بيت نوفل هي إحدى قرى عزلة المنصور بمديرية أرحب التابعة لمحافظة صنعاء، بلغ تعداد سكانها 123 نسمة حسب تعداد اليمن لعام 2004.